# Малу (Бирла, Арджеш)
Малу (рум. Malu) — село у повіті Арджеш в Румунії. Входить до складу комуни Бирла.
Село розташоване на відстані 104 км на захід від Бухареста, 44 км на південь від Пітешть, 78 км на схід від Крайови, 147 км на південний захід від Брашова.

## Населення
За даними перепису населення 2002 року у селі проживали 388 осіб, з них 386 осіб (99,5%) румунів. Рідною мовою 386 осіб (99,5%) назвали румунську.